# Izraelská hokejbalová reprezentace
Izraelská hokejbalová reprezentace je výběrem nejlepších izraelských hráčů v hokejbale. První mistrovství světa bylo v Kanadě na Mistrovství světa 2013 kde obsadili 15. místo. Tým je řízen Israeli StreetBall Hockey Federation, která je členem ISBHF. V prvním zápase v Mistrovství světa tým remizoval s Itálii 3–3.

## Mistrovství světa
| Rok  | Místo konání | Umístění       |
| ---- | ------------ | -------------- |
| 2013 | St. John's   | 15. místo      |
| 2015 | Zug          | Nezúčastnil se |